# Gortyna orientalis
Gortyna orientalis är en fjärilsart som beskrevs av Charles Oberthür 1918. Gortyna orientalis ingår i släktet Gortyna och familjen nattflyn. Inga underarter finns listade i Catalogue of Life.